# Меделін
Меделін (порт. Medelim; МФА: [mɨ.dɨ.ˈɫĩ]) — парафія в Португалії, у муніципалітеті Іданя-а-Нова. Розташована в східній частині країни, на теренах історичної португальської провінції Бейра. Входить до складу округу Каштелу-Бранку. За адміністративним поділом, чинним до 1976 року, терени парафії були складовою провінції Нижня Бейра. Належить до Порталегрівсько-Каштелу-Бранківської діоцезії Католицької церкви. Патрон — Марія Магдалина. Площа — 30,4742 км². Населення — 272 ос. (2011). Слабо урбанізований регіон. Густота населення — 8,93 осіб/км²
. Код — 050506.

## Населення
| Кількість мешканців | Кількість мешканців | Кількість мешканців | Кількість мешканців | Кількість мешканців | Кількість мешканців | Кількість мешканців | Кількість мешканців | Кількість мешканців | Кількість мешканців | Кількість мешканців | Кількість мешканців | Кількість мешканців | Кількість мешканців | Кількість мешканців |
| ------------------- | ------------------- | ------------------- | ------------------- | ------------------- | ------------------- | ------------------- | ------------------- | ------------------- | ------------------- | ------------------- | ------------------- | ------------------- | ------------------- | ------------------- |
| 1864                | 1878                | 1890                | 1900                | 1911                | 1920                | 1930                | 1940                | 1950                | 1960                | 1970                | 1981                | 1991                | 2001                | 2011                |
| 904                 | 953                 | 1 107               | 1 174               | 1 320               | 1 333               | 1 223               | 1 215               | 1 150               | 906                 | 627                 | 525                 | 458                 | 342                 | 272                 |